# Alpha (Michigan)
Alpha est un village du comté d'Iron, dans l'État du Michigan, aux États-Unis. En 2020, il comptait une population de 126 habitants.